# Trang phục bóng đá

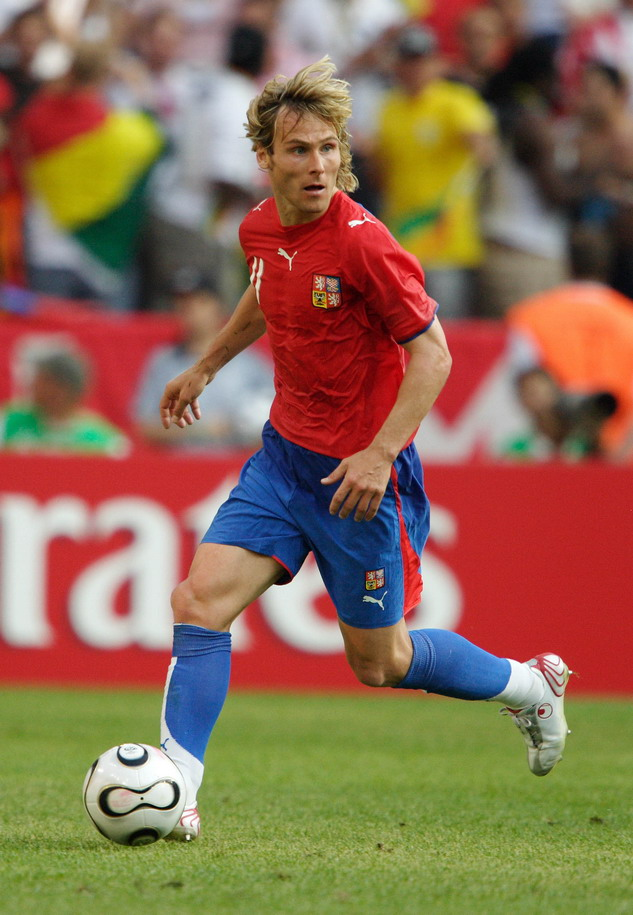
Cầu thủ Pavel Nedvěd với trang phục tiêu chuẩn trong bóng đá.

Trong bóng đá, cũng như nhiều môn thể thao khác, trang phục là những loại quần áo hay trang bị tiêu chuẩn dành cho các cầu thủ (vận động viên) mặc khi thi đấu. Luật bóng đá đặc tả các trang phục tối thiểu cần có của cầu thủ khi thi đấu cũng như cấm bất cứ thứ gì có thể gây nguy hiểm cho bản thân cầu thủ hay các cầu thủ khác trên sân khi thi đấu. Đối với các môn thể thao đối kháng, có thể có nhiều quy định hạn chế đối với trang phục, chẳng hạn như kích thước logo trên áo phông. Trong các trận đấu tập thể, hai đội thường phải khác màu áo quần thi đấu để dễ phân biệt trong những trường hợp phải đá sân nhà và sân khách, trừ trường hợp giống màu áo nhưng khác màu quần thi đấu hoặc giống màu áo nhưng khác hoa văn hoặc khác sọc.
Các cầu thủ bóng đá thường mặc áo thi đấu có in số áo phía sau lưng. Theo nguồn gốc thì các cầu thủ mỗi đội sẽ có số áo từ 1 đến 11, phân chia theo vị trí thi đấu. Tuy nhiên, tại nhiều giải đấu thì điều này thay thế bằng số áo đội hình thi đấu. Mỗi cầu thủ sẽ có số áo thi đấu cố định cho toàn mùa giải. Các đội bóng cũng thường in tên cầu thủ sau áo, đi kèm với số áo (hoặc cũng có thể in tên đội bóng đi kèm với số áo, hoặc cả hai).
Trang phục trong bóng đá có sự phát triển đáng kể từ những ngày đầu khi các cầu thủ mặc áo cotton dài, với những đôi giầy cứng nặng nề. Trong thế kỷ 20, đôi giầy dần dần trở nên nhẹ và mềm hơn, tất có chiều dài ngắn hơn, và các cải tiến trong việc sản xuất quần áo cho phép áo làm bằng vật liệu nhẹ, bền và có thể in được các logo đầy màu sắc. Với sự phát triển của ngành quảng cáo, logo các nhà tài trợ của đội bóng cũng thường được in lên các vị trí của trang phục thi đấu (thường là in lên áo), tuy vậy điều này thường chỉ diễn ra với các câu lạc bộ bóng đá vì các đội tuyển quốc gia thường in số áo của các cầu thủ lên cả mặt trước lẫn mặt sau của áo và mặt trước của quần).

## Trang bị

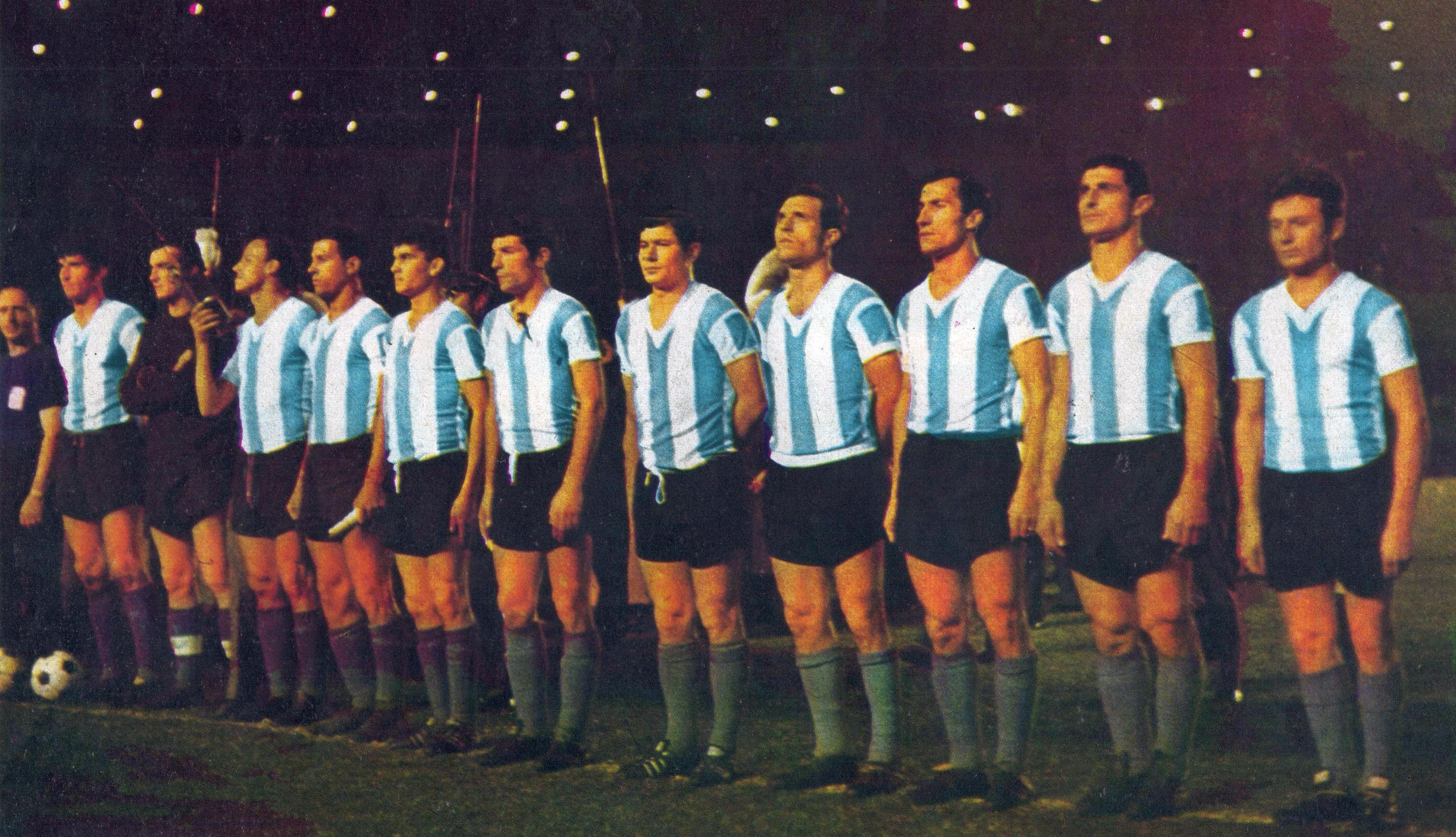
Đội tuyển Argentina trong bộ đồng phục năm 1964.

### Trang bị cơ bản
Đảm bảo sự an toàn cho các cầu thủ: Các cầu thủ thi đấu không được phép sử dụng hoặc mang theo những vật dụng có thể gây nguy hiểm cho mình hoặc các cầu thủ khác ví dụ như trang sức.

### Trang phục cơ bản cho mỗi cầu thủ
Những trang phục cơ bản mà mỗi cầu thủ có thể sử dụng để mang ra thi đấu là:
- Áo thi đấu theo từng thiết kế của mỗi đội - Nếu mặc áo giữ nhiệt bên trong thì phải cùng màu với áo
- Quần đùi – Nếu có mặc quần giữ ấm phía trong quần đùi thì 2 quần phải có cùng màu với nhau.
- Tất dài.
- Bọc ống chân.
- Giày thể thao.
- Không được sử dụng trang phục thi đấu áo liền quần.
- Trong khi thi đấu các cầu thủ không được phép để hở áo hoặc đồ lót bên trong có in khẩu hiệu, quảng cáo, cầu thủ không được kéo áo qua đầu hoặc cởi hẳn ra với nhiều hình thức trừ trường hợp ăn mừng bàn thắng . Nếu vi phạm cầu thủ thường sẽ bị phạt.
- Trong một trận đấu cầu thủ được phép mang các trang bị bảo hộ như mắt kính, mũ phớt, mặt nạ bảo vệ, mũ bảo hộ băng quấn cổ tay ngón tay ,... nếu những vật dụng đó an toàn với cầu thủ hai đội và được các trọng tài và được ban tổ chức cho phép.
- Vào mùa đông các cầu thủ được phép mặc các trang phục mùa đông và phải tuân theo quy định.[2]

Bọc ống chân
- Nguyên liệu chính để làm bọc ống chân đó là: cao su, nhựa hoặc chất liệu tương tự.
- Bọc ống chân phải được phủ kín bởi tất dài và phải có khả năng bảo vệ tốt nhất.[3]

### Thủ môn
Thủ môn sẽ có trang phục riêng và trang phục đó phải có màu khác biệt so với màu áo của các cầu thủ khác trong đội, cầu thủ đối phương thủ môn đối phương và trọng tài và có thể mặc quần thể thao dài thay vì quần ngắn hoặc thủ môn có thể mặc quần ngắn quần đùi như các cầu thủ của các vị trí khác nhau .

### Trang bị của trọng tài
Mặc dù không ghi rõ trong luật, nhưng thông thường trọng tài phải mặc áo đấu có màu sắc khác với màu áo của hai đội và thủ môn hai đội .

### Cách xử phạt
- Đối với những hành vi vi phạm điều Luật 4:
- Vi phạm về trang phục thi đấu thì không nhất thiết phải dừng trận đấu.
- Khi có cầu thủ vi phạm điều luật này thì cầu thủ đó sẽ được trọng tài mời ra khỏi sân để thay đổi trang phục theo đúng như quy định.
- Khi bóng không ở trong trận đấu, cầu thủ phải rời sân để có thể chỉnh đốn lại trang phục trừ khi cầu thủ đó đã chỉnh được đúng trang phục trước đó.
- Khi đã rời sân để chỉnh lại trang phục, khi mà cầu thủ đó muốn quay lại sân thi đấu thì cần có sự cho phép của trọng tài.
- Trước khi chỉnh đốn xong lại trang phục và quay lại thi đấu thì cầu thủ đó phải được trọng tài kiểm tra lại trang phục.
- Nếu 1 cầu thủ nào nó đã vi phạm về trang phục thi đấu và phải rời sân để chỉnh đốn lại trang phục và khi quay trở lại sân mà lại không được sự cho phép của trọng tài thì trọng tài sẽ cho ngưng trận đấu, cầu thủ đó sẽ bị cảnh cáo, và trận đấu sẽ được bắt đầu lại bằng 1 quả đá phạt gián tiếp cho đội của đối phương tại nơi có bóng khi trận đấu tạm dừng.[1]